# ميك جانون (لاعب كرة قدم)
ميك جانون (بالإنجليزية: Mick Gannon)‏ (2 فبراير 1947 بدبلن في جمهورية أيرلندا - ) هو لاعب كرة قدم أيرلندي في مركز الدفاع. شارك مع منتخب جمهورية أيرلندا لكرة القدم. أما مع النوادي، فقد لعب مع نادي شامروك روفرز ونادي شيلبورن وAer Lingus F.C. ‏.

## وصلات خارجية
- ميك جانون على موقع قاعدة بيانات كرة القدم.إي يو (الإنجليزية)